# Saligney
Saligney é uma comuna francesa na região administrativa de Borgonha-Franco-Condado, no departamento de Jura. Estende-se por uma área de 7,98 km². Em 2010 a comuna tinha 191 habitantes (densidade: 23,9 hab./km²).